# Cesare Mussini

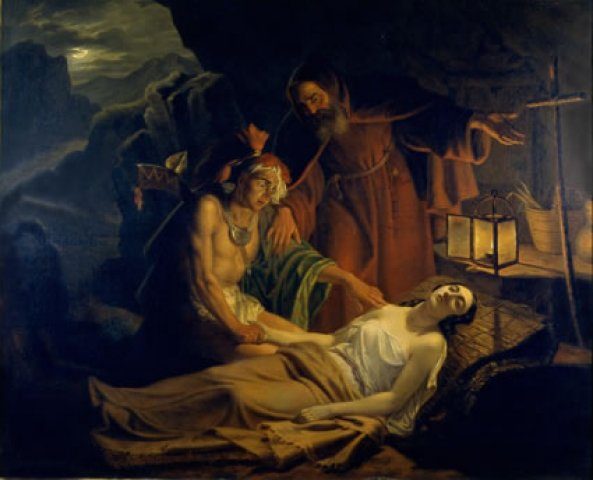
La morte di Atala 1835
Cesare Mussini
Galleria Nazionale d'Arte Moderna Roma

Cesare Mussini (Berlino, 9 giugno 1804 – Firenze, 24 maggio 1879) è stato un pittore italiano accademico, attivo nell'Ottocento, fu professore dell'Accademia delle Belle Arti di Firenze.

## Biografia

### Famiglia di origine
Cesare Mussini, nacque in seno a una famiglia di musicisti. Era il secondo degli otto figli di Natale Mussini (1765-1837), un tenore, compositore e maestro di cappella, e di Giuliana Sarti (1775-1842) anch'essa musicista e cantante lirica, figlia a sua volta di Giuseppe Sarti (1729-1802), noto musicista del tempo.
Cesare Mussini nacque a Berlino nel 1804, dieci anni dopo che vi si erano stabiliti i suoi genitori e dove suo padre diresse il teatro di Federico Guglielmo II.

Cesare era fratello di Luigi Mussini (1813-1888), anch'egli apprezzato pittore.

### Attività
Fu allievo di Pietro Benvenuti e di Giuseppe Bezzuoli, apprezzati pittori. 
Fu professore dell'Accademia delle Belle Arti di Firenze.
Era depositario delle formule con cui anticamente venivano preparati i colori a olio miscelati con resine naturali, che usò sempre in tutti i suoi lavori e che vendette a Hermann Schmincke e a Josef Horadam, fondatori della Ditta H. Schmincke & Co. Formule che consentirono di produrre industrialmente i colori a olio miscelati con resine e di metterli in commercio confezionati in tubetti.

## Famiglia
Aveva sposato Elisa von Blesson (1822-1901), nobile prussiana, da cui ebbe cinque figli, un maschio, Arturo (1841-1904), e quattro femmine: Costanza, Fanny, Olga e Francesca. 

Morì a Firenze il 24 maggio 1879.

## Opere
- San Giovanni Battista decollato sagrestia del convento dei Servi di Maria di Montesenario
- Cristo coronato di spine
- La morte di Atala - 1835
- Affreschi nel salotto del biliardo di Villa Strozzi 1857
- Affreschi nella sala rossa raffigurante la "Congiura dei Pazzi" palazzina della Meridiana di Palazzo Pitti - 1861
- Raffaello che spoglia per la prima volta la Fornarina

### Ritratti
- Autoritratto 1834-1838
- Giuliana Sarti
- Giuseppe Sarti
- Natale Mussini